# Corn Suvretta
Corn Suvretta är en bergstopp i Schweiz.   Den ligger i regionen Maloja och kantonen Graubünden, i den östra delen av landet, 180 km öster om huvudstaden Bern. Toppen på Corn Suvretta är 3 072 meter över havet, eller 123 meter över den omgivande terrängen. Bredden vid basen är 1,2 km.
Terrängen runt Corn Suvretta är huvudsakligen bergig, men den allra närmaste omgivningen är kuperad. Närmaste större samhälle är St. Moritz, 6,9 km öster om Corn Suvretta. 
Trakten runt Corn Suvretta består i huvudsak av gräsmarker. Runt Corn Suvretta är det glesbefolkat, med 14 invånare per kvadratkilometer.